# بارنشت
بارنشت (به آلمانی: Barnstedt) یک شهر در آلمان است که در لونبورگ واقع شده‌است. بارنشت ۷۹۷ نفر جمعیت دارد.